# Coteaux du Layon

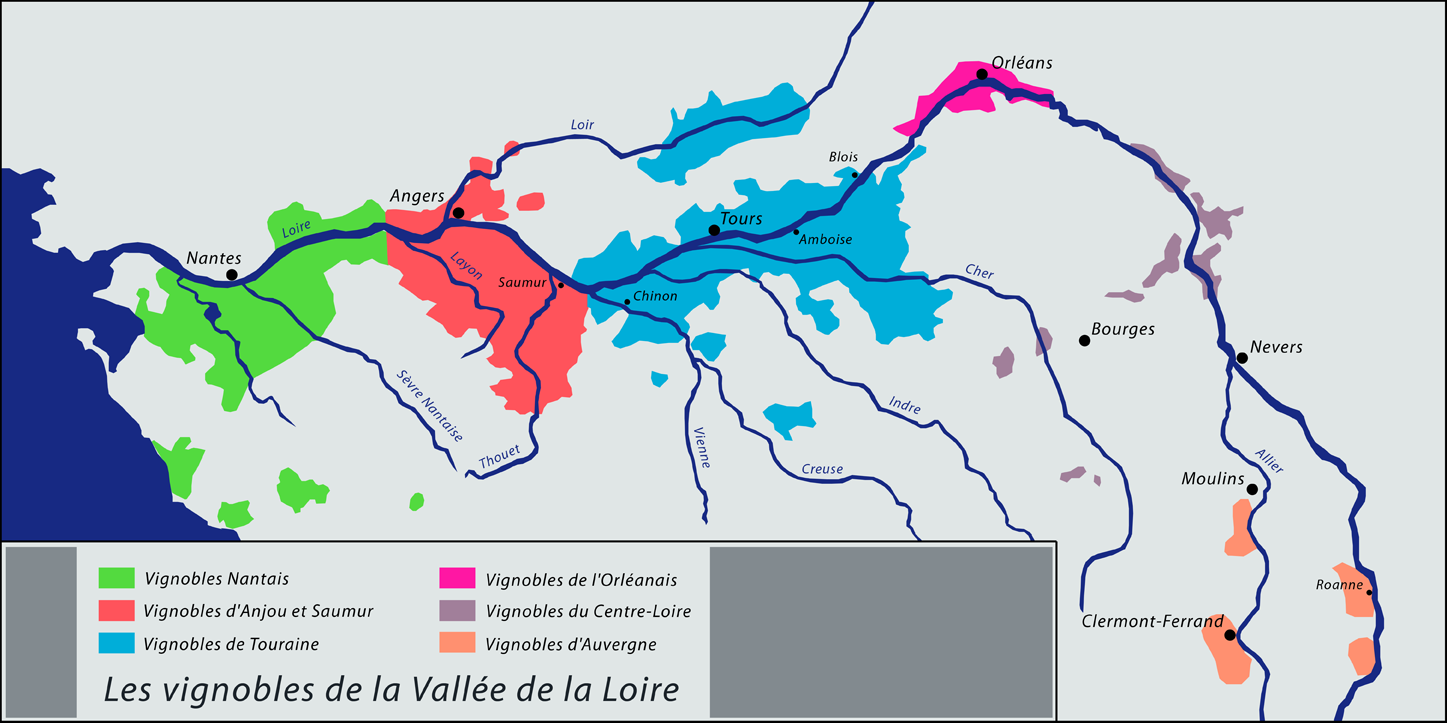
A Coteaux du Layon borvidék Franciaországban

Coteaux du Layon Franciaország egyik híres borvidéke Loire völgyében.

## Fekvése
Coteaux du Layon a Loire és a Layon folyók völgyében fekvő borvidék, amelyhez több mint 20 település tartozik.

## Éghajlata
A terület jellemzője a mérsékelt óceáni és nagyon száraz éghajlat. A dombokkal körülhatárolt terület (mediterrán mikroklíma) elősegíti a korai érést és a szőlő rendszeres túlérését, ami elősegíti az itteni gazdag aromájú édes fehér borok készítését.

## A borvidék nevének eredete
Nevét a régi, azonos nevű francia tartományról kapta. A tartomány pedig a rómaiak előtt e területen élő gall népről kapta.

## Története

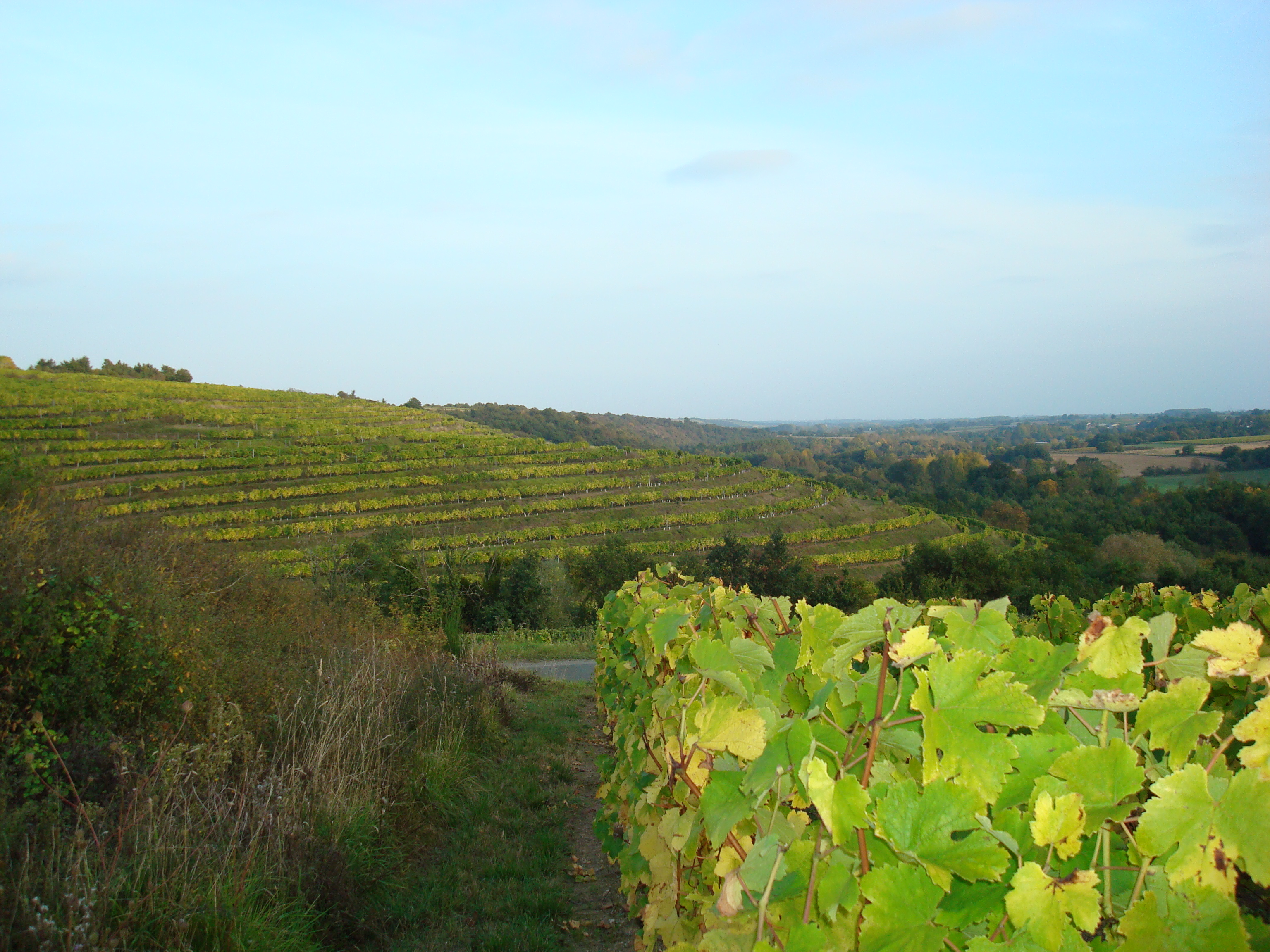

A középkorban, a Loire menti szőlőtelepítések elsősorban Angers és Saumur környékének domboldalain voltak találhatók. A 16. és 17. században , a Loire mellékfolyói menti szőlőművedlés kiterjedt a Layon környékére is, főleg a Batavian vezetése alatt. 1579-ben a holland borkereskedők rájöttek, hogy az utazás során a Layon környéki borok jobban megőrzik magas alkoholtartalmukat (16-17% vol.). Ráadásul, ezeknek a borok kiváló minőségűek, ez lehetővé tette számukra, a bretagnei export támogatását.
Mint a világban másutt is, a 19. században így Franciaországban  is a filoxéra pusztította a Loire menti szőlőültetvényeket. A 20. század során 1999-ben ez a szőlőültetvény is megkapta az  AOC besorolást az 1999. november 22-i rendelet értelmében, az előző 1936. november 22-i besorolása helyett. Ma máraz 1999-es rendelet mellékleteként szerepel az Anjou elnevezés is "Anjou-Saumur rosé Cabernet".
A vidék éves bortermelése ma mintegy 40000 hl., melyet a Chenin Blanc (Pineau de Loire) szőlőfajtából nyernek a túlérett szőlőből nemes rothadás által.
Az itt termelt bor mély, aranysárga-zöldes színű, antik arany és sárga árnyalattal. Illata intenzív akácméz, citromfű és aszalt gyümölcs (ananász, barack, birs) aromákkal, hosszú friss gyümölcs utóízzel, mely klasszikus, jól illik  a libamájhoz, kék sajtokhoz és desszertekhez.

### Elhelyezkedés
A Coteaux du Layon elnevezés a Maina és Loire mentén és a Loire egy kis mellékfolyója a Layon mentén több mint 20 településre terjed ki 1400 hektáron:
Aubigné-sur-Layon, Beaulieu-sur-Layon, Brigné, Chalonnes-sur-Loire, Champ-sur-Layon, Chanzeaux, Chaudefonds-sur-Layon, Chavagnes, Cléré-sur-Layon, Concourson-sur-Layon, Faveraye-Mâchelles, Faye-d'Anjou, La Fosse de Tigne, The Jumellière, Martigné-Briand, Nueil-sur-Layo, Passavant-sur-Layon, Rablay-sur-Layon, Rochefort-sur-Loire, Saint-Aubin-de-Luigné, Saint-Georges-sur-Layon, Saint-Lambert-du-Lattay, Tancoigné, Thouarcé, Tigné, Trémont, Les Verchers-sur-Layon.